# Église Saint-Nicolas de Saint-Nicolas-du-Pélem
L'église Saint-Nicolas est située à Saint-Nicolas-du-Pélem en France.

## Localisation
L'église est située sur le territoire de la commune de Saint-Nicolas-du-Pélem, rue Henri-Aurel, dans le département des Côtes-d'Armor en région Bretagne.

## Description
Ancienne chapelle Saint-Nicolas (1474–1575), chapelle privée du château du Pélem, elle est donnée à la paroisse par le comte Loz de Beaucours entre 1847 et 1860 quand le bourg de Saint-Nicolas accueillit la paroisse à la place de Bothoa. Elle est agrandie pour devenir l'église Saint-Pierre — nom de l'ancienne église paroissiale de Bothoa —, avec l'ajout d'une sacristie et d'une chapelle des fonts baptismaux en 1860. Située au centre-ville, elle est construite en pierre de taille de granite gris, dotée d’un toit recouvert d’ardoises et d’une voûte lambrissée. Un ancien jubé transformé en tribune a été détruit en 1861. Son vitrail La Dérision du Christ (vers 1470-1480) est du même dessin que celui de la peinture murale de l'église Notre-Dame de Kernascléden,,.

## Historique
L'église est inscrite au titre des monuments historiques par arrêté du 20 janvier 1926.

## Galerie

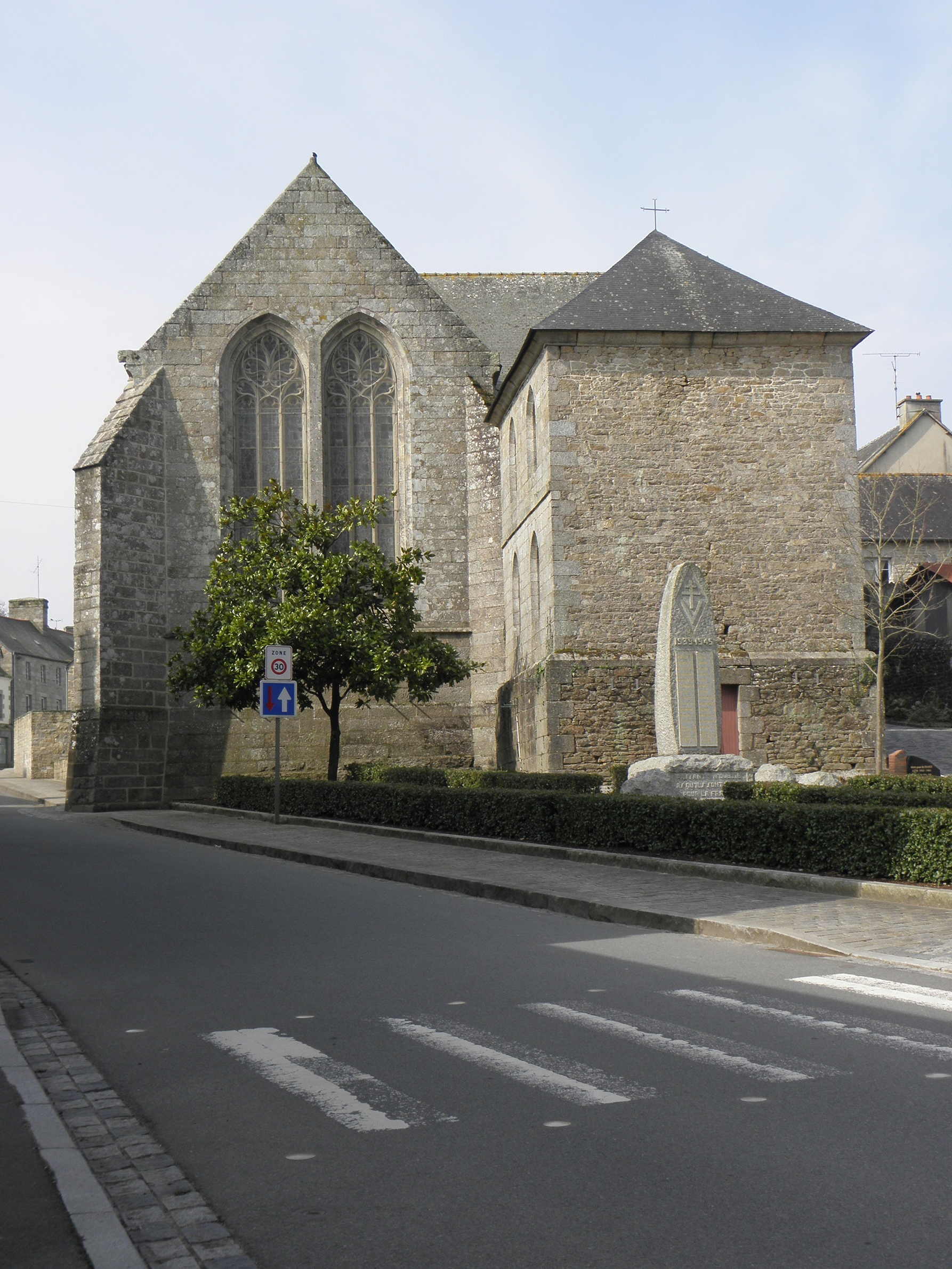
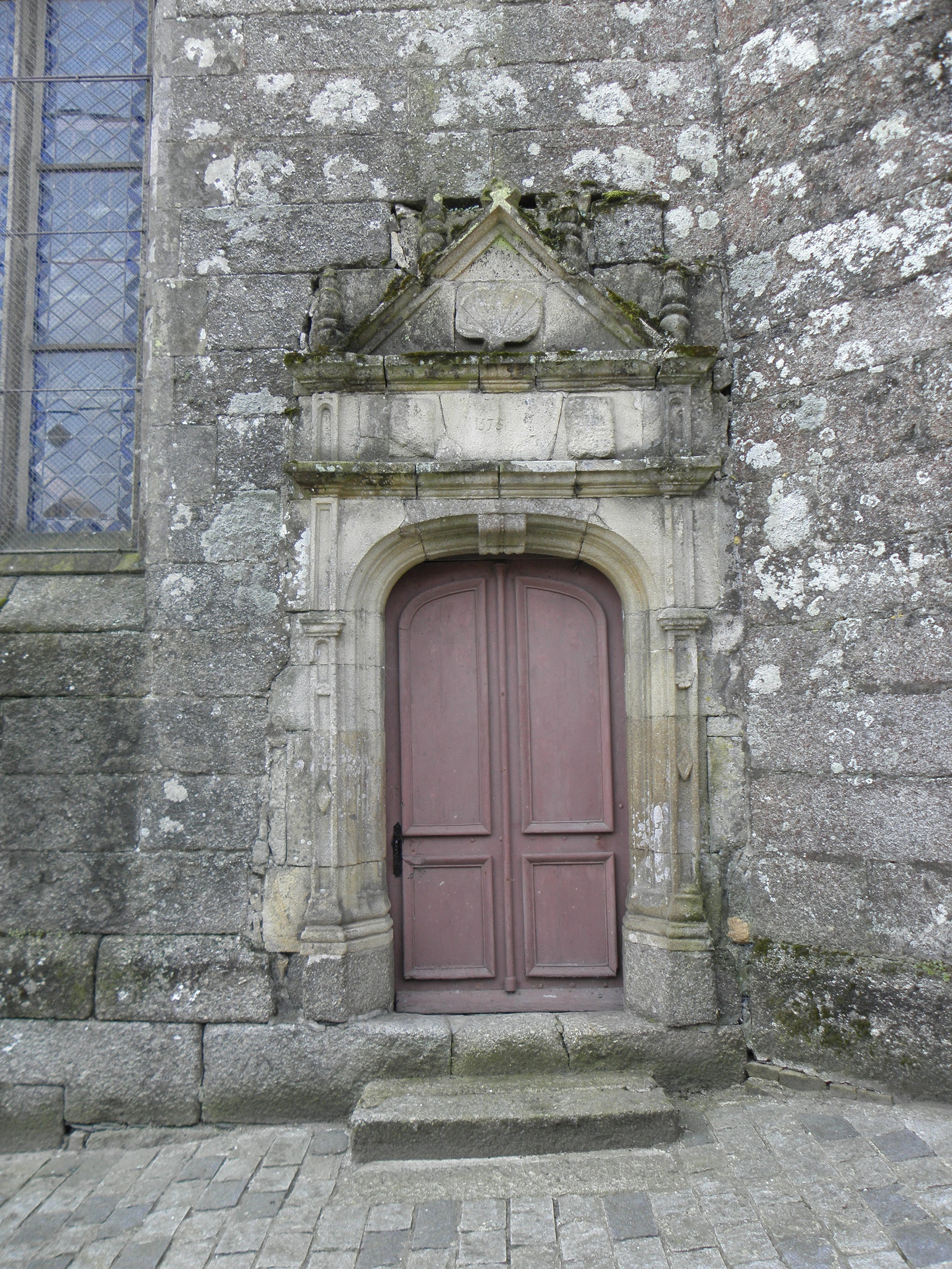
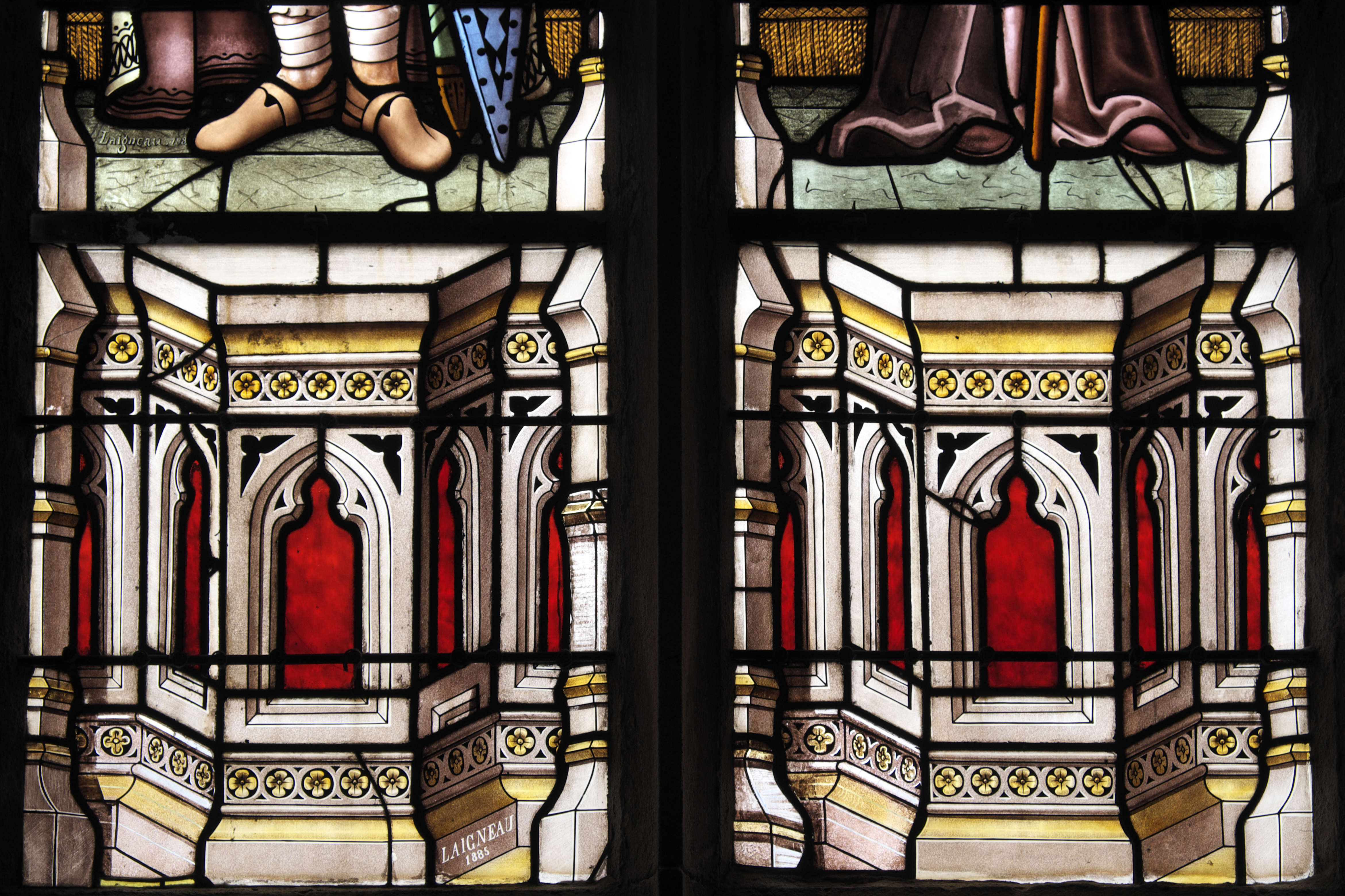